# Aggersborg

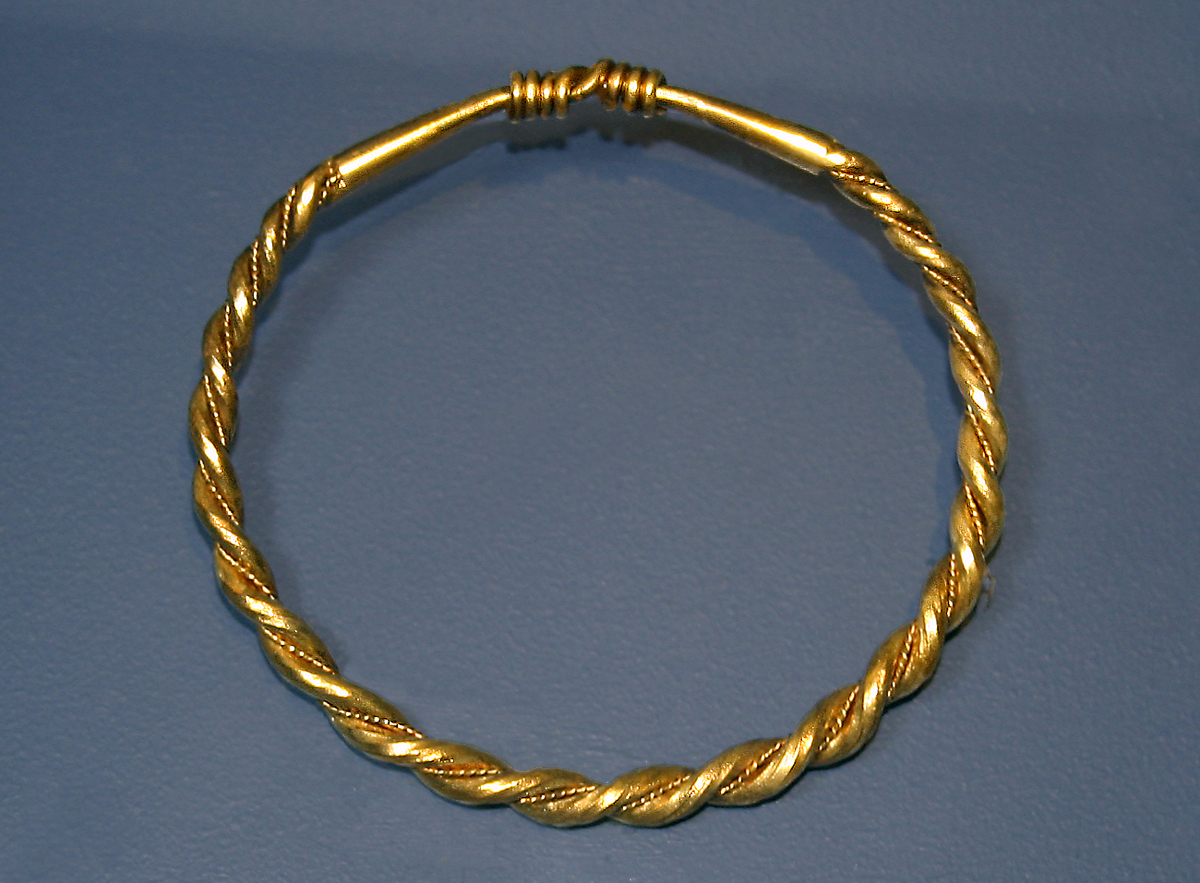
Goldener Armreif, Fundstück

Aggersborg ist Dänemarks größte Wikingerburg. Sie liegt in Nordjylland am Aggersund nördlich des Limfjordes und wurde zwischen 1945 und 1948 archäologisch erschlossen. Die nächste größere Ortschaft ist Aggersund etwa 2,5 km nordöstlich, die nächste größere Stadt ist Aars, knapp 30 km südöstlich. Seit 2023 gehört die Aggersborg gemeinsam mit den Burgen Trelleborg, Fyrkat, Nonnebakken und Borgring zum UNESCO-Weltkulturerbe.

## Datierung
Die Anlage ist schwer zu datieren, zumal sich darunter eine Siedlung mit Gruben- und Langhäusern aus dem 9. und 10. Jahrhundert befindet. Deren Hausformen gleichen denen der Burg. Aber es gab keine Feuerstellen in den Häusern, so dass sie kaum zu Wohnzwecken genutzt worden sein können. Eher kommen Lagerhäuser in Betracht. Ob das Dorf beim Bau der Burg beseitigt wurde oder schon verlassen war, ist nicht festzustellen, wahrscheinlich wurde sie zusammen mit den drei anderen Wikingerburgen (Fyrkat, Nonnebakken und Trelleborg bei Slagelse) erbaut, das heißt um 980 unter der Herrschaft Harald Blauzahns. Die Bauzeit dürfte etwa zwei Jahre betragen haben. Benutzt wurde die Anlage für einen Zeitraum von 5 bis zu 20 Jahren.

## Fundbeschreibung
Die Burganlage weist einen Innendurchmesser von 240 Metern und – bezogen auf die Außenkante des Grabens – einen Außendurchmesser von 288 Metern auf. Zwischen Wall und Graben liegt eine ebene Fläche von 8 Metern. Der Graben war etwa 1,30 Meter tief, der Wall etwa 4 Meter hoch. Er bestand aus Erde und Torf, mit Eichenholz versteift und verkleidet. Oben auf dem Wall befand sich eine Holzbrüstung. Der heutige Wall ist niedriger, er wurde 1990 errichtet und soll nur die ursprüngliche Form markieren. Die vier Hauptwege gingen, wie bei allen Wikingerburgen, vom Zentrum in die vier Himmelsrichtungen. Sie führten durch einen Tunnel aus dem Rund. In den von den Achsen gebildeten Vierteln lagen die Gebäude mit vielen kleinen Querwegen.
Drei Quadrate aus je vier, also insgesamt 12 Langhäuser lagen in jedem Viertel. Sie waren alle in Nord-Süd- oder Ost-West-Richtung gebaut. Mit den 48 Langhäusern darin könnte man von einer Belegung der Burg mit ungefähr 5.000 Mann ausgehen. Die Form der Anlage kommt auch auf Felszeichnungen vor.
Es sind nur noch die Stümpfe der Holzpfeiler erhalten. Die Neigung der Stümpfe, ihre Platzierung und Dimension, sowie die Form des Cammin-Schreines, eines hausförmigen Reliquienschreins, und hausförmige Grabsteine in England geben eine Vorstellung für die Rekonstruktion der Häuser. Sie hatten einen gebogenen Dachfirst und gebogene Längsseiten. Sie waren 32 Meter lang und 8,5 Meter breit mit geringerer Breite an den Enden. Für den Bau eines Hauses wurden etwa 66 große Eichenbäume benötigt. Insgesamt wurden für die Häuser und den Wall etwa 5.000 große Eichenbäume verwendet.
Bei der Ausgrabung kamen viele alte Fundstücke zu Tage, darunter importierte Luxuswaren. So wurden im größten Haus Bergkristall-Perlen und Teile von Glaskannen gefunden. In einem Pfostenloch wurde ein zusammengeklemmter Goldarmreif gefunden. Eine Kopie ist in der Ausstellung an der Aggersborg Kirke zu sehen.

## Interpretation
Die Anlage lag am Limfjord, der bis etwa 1100 an beiden Seiten zur Nord- bzw. Ostsee offen war. Außerdem lag sie an einem der Heerwege durch Jütland. Damit lag sie strategisch günstig an einem Verkehrsknotenpunkt: Ost-West durch den Limfjord, Nord-Süd über den Ochsenweg. Es bleibt aber unklar, ob es sich bei der Aggersborg um ein Machtzentrum zur Kontrolle des Handels oder um eine „Kaserne“ und Trainingslager in Verbindung mit Svend Tvæskeggs Plünderungszügen nach England handelt.
Aelnoth, ein Kleriker in Odense, schrieb Anfang des 12. Jahrhunderts von einem Aufruhr im Jahr 1086 gegen Knut den Heiligen, wobei Aggersborg geplündert wurde. Damals könnte die Burg also noch in Benutzung gewesen sein. Wahrscheinlich handelte es sich bei dieser schriftlichen Erwähnung bereits um einen jüngeren Königshof.

## Aggersborggård

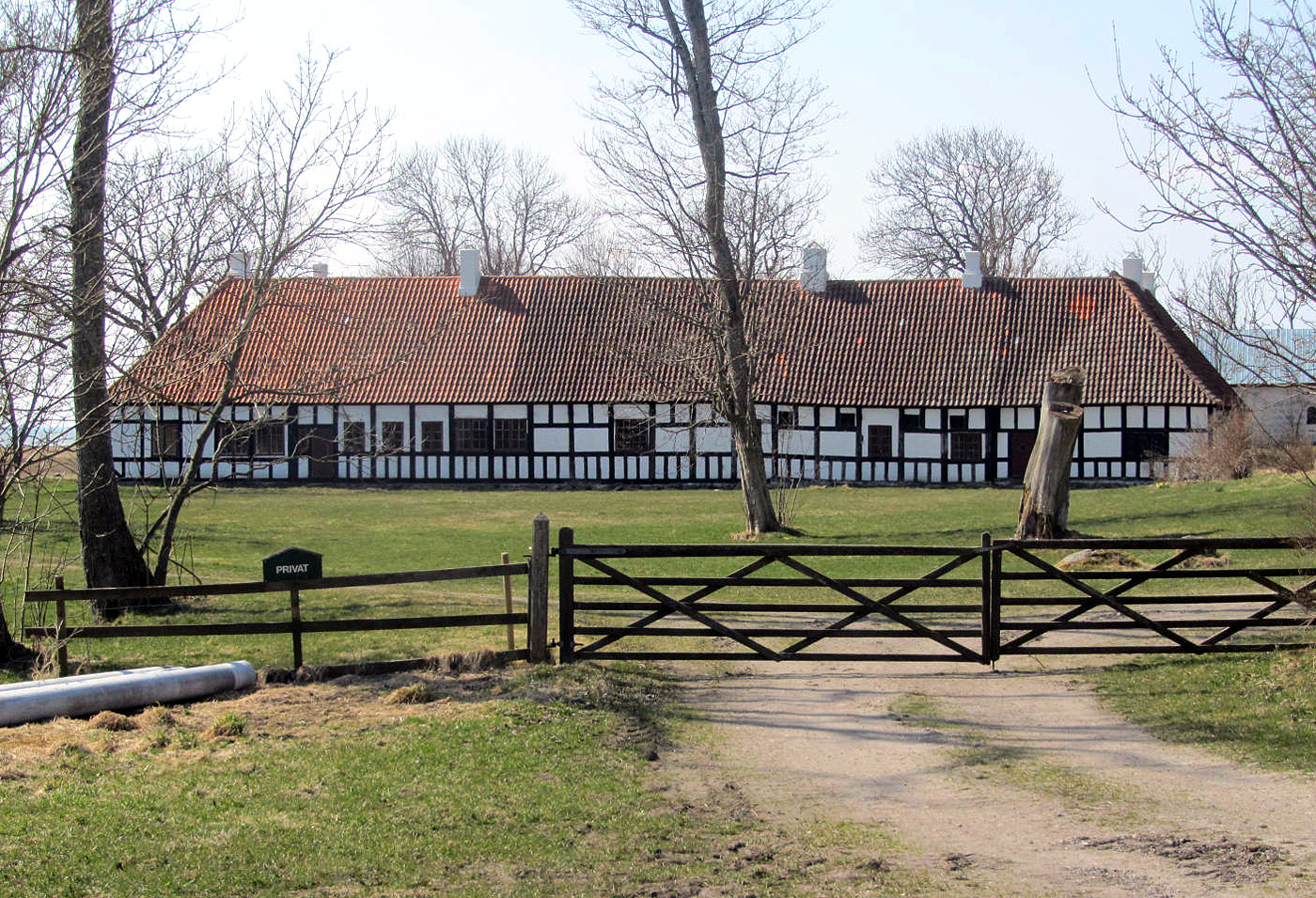
Gutshof aus östlicher Richtung

Unmittelbar auf dem südlichen Abschnitt des Ringwalls liegt Aggersborggård, einer der ältesten Herrensitze Dänemarks, der im Jahr 1086 erstmals belegt ist. Von 1086 bis 1579 war er im Besitz der Krone. Das heutige Hauptgebäude wurde 1756/58 von Christen Madsen Speitzer errichtet, die Stallungen wurden nach einem Brand 1894 erneuert. Von 1852 bis 1989 war der Hof im Besitz der Freibauernfamilie Nørgaard; Ane Katrine Nørgaards Urenkel Hans Kirk (1898–1962) machte sich als Schriftsteller einen Namen. Heute gehören zum Aggersborggård rund 370 Hektar landwirtschaftliche Nutzfläche.